# Autophila corsicana
Autophila corsicana là một loài bướm đêm trong họ Erebidae.